# Riomarinaïta
La riomarinaïta és un mineral de la classe dels sulfats, anomenada així en referència a la seva localitat tipus a Rio Marina (illa d'Elba, Itàlia).

## Classificació
Segons la classificació de Nickel-Strunz, la riomarinaïta pertany a «07.DF - Sulfats (selenats, etc.) amb anions addicionals, amb H₂O, amb cations de mida mitjana i grans» juntament amb els següents minerals: uklonskovita, natrocalcita, metasideronatrita, sideronatrita, despujolsita, fleischerita, schaurteïta, mallestigita, slavikita, metavoltina, lannonita, vlodavetsita, peretaïta, gordaïta, clairita, arzrunita, elyita, yecoraïta, dukeïta, caïnita i xocolatlita.

## Característiques
La riomarinaïta és un sulfat de fórmula química Bi(SO₄)(OH)·H₂O. Cristal·litza en el sistema monoclínic. La seva duresa a l'escala de Mohs és 2 a 3.

## Formació i jaciments
S'ha descrit en masses cavernoses i recobriments; rarament en agregats radials formats per cristalls aciculars. Es forma com a producte d'alteració de la bismutinita en pH baixos. Sovint es troba associat a pirita, cosalita, cannonita, bismutinita, bismoclita i anglesita. S'ha descrit només en tres localitats d'Austràlia, Itàlia i Alemanya.